# Steuerrecht (Slowakei)
Das Steuerrecht gilt in der Slowakei als ein Teilgebiet des Finanzrechts, und damit des Öffentlichen Rechts.
Das derzeitige slowakische (und tschechische) Steuerrecht wurde nach der Samtenen Revolution von 1989 grundsätzlich nach deutschem und österreichischem Vorbild geschaffen, war jedoch von Anfang an deutlich einfacher konzipiert und erfuhr dann 2004 im Zuge einer großen Steuerreform, mit der einige Steuern abgeschafft und eine Flat-Tax eingeführt wurde, weitere Vereinfachungen.

## Steuersystem
Das slowakische Steuersystem umfasst derzeit (seit 2005; Stand 2008) folgende Steuern:
- Staatliche Steuern:
  - Direkte Steuern:
    - Einkommen- und Körperschaftsteuer (daň z príjmov)

  - Indirekte Steuern:
    - Umsatzsteuer (daň z pridanej hodnoty; wörtlich "Mehrwertsteuer")
    - Verbrauchsteuern (ieS):
      - Mineralölsteuer (spotrebná daň z minerálneho oleja)
      - Weinsteuer (spotrebná daň z vína)
      - Biersteuer (spotrebná daň z piva)
      - Spiritussteuer (spotrebná daň z liehu)
      - Tabaksteuer (spotrebná daň z tabakových výrobkov)
- Lokalsteuern:
  - Immobiliensteuer (daň z nehnuteľností; dies war bis vor kurzem eine staatliche Steuer):
    - Grundsteuer (daň z pozemkov)
    - Gebäudesteuer (daň zo stavieb)
    - Wohnungssteuer (daň z bytov)

  - Hundesteuer (daň za psa)
  - Steuer für die Nutzung öffentlichen Raums (daň za užívanie verejného priestranstva)
  - Unterkunftsteuer (daň za ubytovanie)
  - Verkaufsautomatensteuer (daň za predajné automaty)
  - Steuer für Nichtgewinnspielgeräte (daň za nevýherné hracie prístroje)
  - Steuer für die Einfahrt und das Verbleiben eines Kfz im historischen Teil einer Stadt (daň za vjazd a zotrvanie motorového vozidla v historickej časti mesta)
  - Kfz-Steuer (daň z motorových vozidiel; diese ersetzte 2005(?) die staatliche "Straßensteuer" – cestná daň)

In den letzten Jahren wurden folgende direkte Steuern zur Gänze abgeschafft:
- zum 1. Januar 2004:
  - Schenkungsteuer (daň z darovania)
  - Erbschaftsteuer (daň z dedičstva)
- zum 1. Januar 2005(?):
  - Grunderwerbsteuer (daň z prevodu a prechodu nehnuteľností)

## Steuersatz
Das slowakische Steuerrecht kennt eine Flat Tax von 19 Prozent bei der Einkommensteuer und Körperschaftssteuer. Die Flat Tax wurde am 1. Januar 2004 im Zusammenhang mit einer Steuerreform eingeführt. Der Umsatzsteuer-Normalsatz wurde ab 1. Januar 2011 auf 20 % angehoben, der ermäßigte Umsatzsteuersatz beträgt 10 %.

## Steuerreform 2004
Die Steuerreform verursachte große Veränderungen im slowakischen Steuerrecht. Die Einkommensteuer wurde vereinfacht und die fünf Steuersätze von 10, 20, 28, 35 und 38 Prozent auf einen einzigen Satz von 19 Prozent reduziert. Die Körperschaftsteuer wurde ebenfalls von 25 auf 19 Prozent gesenkt. Ebenso wurden bei der Umsatzsteuer die bisherigen zwei Steuersätze von 14 und 20 Prozent durch den von 19 Prozent ersetzt. Daneben waren die Aufhebung einer Vielzahl von Ausnahmen und Abzugsmöglichkeiten sowie die völlige Abschaffung der Dividenden-, Schenkungs-, Erbschaftsteuer und Grundverkehrsteuer ein wichtiger Eckpfeiler der Reform.
Durch die Erhöhung der Umsatzsteuer und dem Wegfall von Steuerbegünstigungen wurden die Verluste durch die verminderte Einkommensteuer kompensiert. 2006 und 2007 waren die Einnahmen durch die Einkommensteuer weit höher als erwartet.

## Weitere Entwicklung seit 2006
Da im Zuge der Steuerreform 2004 der verminderte Umsatzsteuersatz von 14 % abgeschafft wurde, erhöhte sich die Besteuerung von u. a. Lebensmitteln, Büchern und Medikamenten erheblich, was die Lebenshaltungskosten spürbar verteuerte. Auch deshalb konnte der damalige Oppositionsführer Robert Fico die Parlamentswahlen 2006 mit dem Versprechen gewinnen, die Steuern sozial gerechter zu gestalten. Bis 2007 wurden aber nur moderate Änderungen vorgenommen.
Von der neuen Regierung wurde wieder ein verminderter Steuersatz von 10 % bei der Umsatzsteuer eingeführt. Für Medikamente erfolgte dies mit Wirkung zum 1. Januar 2007 und für Bücher zum 1. Januar 2008.
Zugleich wurde der Steuerfreibetrag bei der Einkommensteuer für monatliche Bruttoeinkommen von über 47900 SKK abgeschmolzen, was sich als Steuererhöhung für Steuerzahler mit höheren Einkommen auswirken soll.

## Einkommen- und Körperschaftsteuer
Die Körperschaftsteuer und die Einkommensteuer werden im slowakischen Recht gemeinsam in einem einzigen Gesetz unter dem Titel "daň z príjmov" (wörtlich "Einkommensteuer") behandelt. Beide Steuern werden also in der Slowakei formal als "Einkommensteuer" bezeichnet. Im Wortlaut des Gesetzes wird jedoch genauer zwischen einer Einkommensteuer einer natürlichen Person und einer Einkommensteuer einer juristischen Person (d. h. der Körperschaftsteuer) unterschieden.

### Einkommensteuer
Wie oben beschrieben, wurde die Einkommensteuer von fünf Steuersätzen auf einen reduziert. Neben der erhöhten Mehrwertsteuer wäre dies eigentlich sehr benachteiligend für finanziell schwache Personen, aber durch die Erhöhung des Steuerfreibetrags wurde dieses Problem beseitigt. Der maximale Steuerfreibetrag ist für das Jahr 2010 auf 4.025,70 EUR pro Jahr festgesetzt. Bis zu einem jährlichen Bruttoeinkommen von 15.387,12 EUR kann der volle Betrag geltend gemacht werden. Der Steuerfreibetrag wird dann bis zu einem jährlichen Einkommen von 31.489,92 EUR stufenweise reduziert und bei einem Einkommen über 31.489,92 entfällt er. Der Steuerfreibetrag wird jedes Jahr an das gesetzlich verankerte Existenzminimum (das jedes Jahr erhöht wird) angepasst.
Beispiel (unselbständig Erwerbstätiger 2007; Arbeitgeberanteile werden hier ignoriert):
```
Bruttolohn pro Jahr:	                             480.000,00 SKK
abzgl. Pflichtversicherungen (
13,4 %*
):	              − 64.320,00 SKK
abzgl. Steuerfreibetrag (=19,2 × Existenzminimum 2007*): − 95.616,00 SKK
= steuerbares Einkommen:	                        320.064,00 SKK
abzgl. Einkommensteuer (19 %):	                       − 60.812,16 SKK
zuzgl. Steuerfreibetrag (=19,2 × Existenzminimum 2007*):   95.616,00 SKK
= Einkommen nach Steuern:	                        354.868,00 SKK
```

(*) Der Prozentsatz der Pflichtversicherungen sowie der Steuerfreibetrag sinkt ab einer gewissen Grenze (bei überdurchschnittlichem Einkommen)

### Körperschaftsteuer
Die seit 1991 florierende Automobilindustrie ist ein wesentliches Standbein der slowakischen Wirtschaft. Der Grundstein der Automobilindustrie wurde durch eine aggressive Subventionspolitik gelegt. Bedingt durch das sehr niedrige Lohnniveau und einem Investitionszuschuss (der nach Schätzungen 50 % der Investitionskosten betrug) konnte die Slowakei 1991 VW überzeugen, eine Produktionsstätte zu errichten. Ein weiterer Erfolg war die Anwerbung einer Produktionsstätte von Toyota Peugeot im Jahre 2003 zu ähnlichen Bedingungen. Da seit dem EU-Beitritt die Vergabe von Subventionen erschwert ist, wurde 2004 eine Flat Tax mit einem Steuersatz von 19 % eingeführt, wodurch die Steuern für Unternehmen gesenkt wurden. Ziel ist es, weiterhin Investitionen anzuziehen. Die Körperschaftsteuer wird auf den Reingewinn eines Unternehmens erhoben. Eventuelle Verluste der vergangenen 5 Jahre können vom Reingewinn abgezogen werden.
Für die Abschreibung von Wirtschaftsgütern gibt es im internationalen Vergleich relativ kurze Abschreibungszeiträume: 4 Jahre (z. B. Lkw, Pkw, Computeranlagen), 6 Jahre (z. B. Betriebs- und Geschäftsausstattungen, Maschinen), 12 Jahre (z. B. für Elektromotoren) und 20 Jahre für Gebäude. Geringwertige Wirtschaftsgüter d. h. Wirtschaftsgüter im Wert von bis zu 750 € sind im Anschaffungsjahr voll abschreibbar.
Der Betriebsausgabenabzug unterliegt keinen Einschränkungen. Eine Ausnahme bilden lediglich Werbegeschenke, Repräsentations- und Bewirtungsaufwendungen.